# مدال افتخار (مجموعه بازی)
مدال افتخار (به انگلیسی: Medal of Honor) نام یک سری بازی ویدئویی موفق و محبوب در سبک اکشن اول شخص است. اولین نسخه این مجموعه توسط الکترونیک ارتز در سال ۱۹۹۹ عرضه شد. تاکنون هفده قسمت از سری مدال افتخار برای سیستم‌های مختلف بازی و همچنین ویندوز عرضه شده‌است. کارگردانی دو قسمت اول این مجموعه برعهده استیون اسپیلبرگ بوده‌است. مدال افتخار بر روی چندین کنسول مختلف و رایانه شخصی گسترش داده شد.

## بازی‌ها
| سونی                                                                          | مایکروسافت                   | نینتندو                               | سایر                      |                                |               |                |
| ۱۹۹۹                                                                          | مدال افتخار                  | دنجر کلوس گیمز                        | پلی‌استیشن (کنسول)         | —                              | —             | —              |
| ۲۰۰۰                                                                          | مدال افتخار: زیرزمین         | دنجر کلوس گیمز، ربلیون دیولپمنتس      | پلی‌استیشن (کنسول)         | —                              | گیم بوی ادونس | —              |
| ۲۰۰۲                                                                          | مدال افتخار: حمله متفقین     | ۲۰۱۵ گیمز، ال‌ال‌سی.                    | —                         | مایکروسافت ویندوز              | —             | مک‌اواس، لینوکس |
| ۲۰۰۲                                                                          | مدال افتخار: خط مقدم         | دنجر کلوس گیمز                        | پلی‌استیشن ۲, پلی‌استیشن ۳1 | اکس‌باکس (کنسول)                | گیم‌کیوب       | —              |
| ۲۰۰۲                                                                          | مدال افتخار: حمله متفقین2    | دنجر کلوس گیمز                        | —                         | مایکروسافت ویندوز              | —             | مک‌اواس، لینوکس |
| ۲۰۰۳                                                                          | مدال افتخار: حمله متفقین2    | TKO Software                          | —                         | مایکروسافت ویندوز              | —             | مک‌اواس، لینوکس |
| ۲۰۰۳                                                                          | مدال افتخار: طلوع خورشید     | دنجر کلوس گیمز                        | پلی‌استیشن ۲               | اکس‌باکس (کنسول)                | گیم‌کیوب       | —              |
| ۲۰۰۳                                                                          | مدال افتخار: نفوذی           | Netherock Limited                     | —                         | —                              | گیم بوی ادونس | —              |
| ۲۰۰۴                                                                          | مدال افتخار: حمله آرام       | دنجر کلوس گیمز                        | —                         | مایکروسافت ویندوز              | —             | —              |
| ۲۰۰۵                                                                          | مدال افتخار: حمله اروپایی    | دنجر کلوس گیمز                        | پلی‌استیشن ۲               | اکس‌باکس (کنسول)                | گیم‌کیوب       | —              |
| ۲۰۰۶                                                                          | مدال افتخار: قهرمانان        | Team Fusion                           | پلی‌استیشن همراه           | —                              | —             | —              |
| ۲۰۰۷                                                                          | مدال افتخار: فرمانده         | دنجر کلوس گیمز، بادکت                 | پلی‌استیشن ۲               | —                              | وی            | —              |
| ۲۰۰۷                                                                          | مدال افتخار: هوابرد          | دنجر کلوس گیمز                        | پلی‌استیشن ۳               | مایکروسافت ویندوز، اکس‌باکس ۳۶۰ | —             | —              |
| ۲۰۰۷                                                                          | مدال افتخار: قهرمانان ۲      | دنجر کلوس گیمز، الکترونیک آرتس کانادا | پلی‌استیشن همراه           | —                              | وی            | —              |
| ۲۰۱۰                                                                          | مدال افتخار                  | دنجر کلوس گیمز، ئی‌ای دایس             | پلی‌استیشن ۳               | مایکروسافت ویندوز، اکس‌باکس ۳۶۰ | —             | —              |
| ۲۰۱۲                                                                          | مدال افتخار: جنگجو           | دنجر کلوس گیمز                        | پلی‌استیشن ۳               | مایکروسافت ویندوز، اکس‌باکس ۳۶۰ | —             | —              |
| ۲۰۲۰                                                                          | مدال افتخار: فراتر از انتظار | رسپاون انترتینمنت                     | —                         | مایکروسافت ویندوز              | —             | واقعیت مجازی   |
| نکته 1. نسخه پی‌اس ۳ ری مستر می‌باشد. 2. محتوای الحاقی مدال افتخار: حمله متفقین |                              |                                       |                           |                                |               |                |